# Bhutaniella hillyardi
Espèce
Bhutaniella hillyardi est une espèce d'araignées aranéomorphes de la famille des Sparassidae.

## Distribution
Cette espèce est endémique du Népal. Elle se rencontre dans le district de Sankhuwasabha entre 2 050 et 2 150 m d'altitude dans la vallée d'Arun.

## Description
La carapace du mâle holotype mesure 4,0 mm de long sur 3,6 mm et l'abdomen 4,1 mm de long sur 2,6 mm et la carapace de la femelle paratype mesure 4,5 mm de long sur 4,1 mm et l'abdomen 6,7 mm de long sur 5,0 mm.

## Étymologie
Cette espèce est nommée en l'honneur de Paul Hillyard.

## Publication originale
- Jäger, 2000 : Two new heteropodine genera from southern continental Asia (Araneae: Sparassidae). Acta Arachnologica, Tokyo, vol. 49, no 1, p. 61-71 (texte intégral).